# Pretty Boy Floyd (Band)
Pretty Boy Floyd ist eine US-amerikanische Glam-Metal-Band die in Hollywood, Kalifornien im Jahre 1987 gegründet wurde. Benannt hat sich die Band nach dem US-amerikanischen Kriminellen Charles Arthur „Pretty Boy“ Floyd.

## Geschichte

### Gründung
Die Gründung von Pretty Boy Floyd geht in das Jahr 1986 zurück, als sich die Band „Doll“ mit Leadsänger Steve Summers auflöste und sich zu Pretty Boy Floyd reformierte. Nach einigen Besetzungswechseln stand mit Steve Summers als Sänger, Kristy Majors (Gitarrist), Kari Kane (Schlagzeug) und Vinnie Chas (Bass) die erste Besetzung der Band zusammen auf der Bühne. Nach einigen Live Shows, bei denen vor allem ältere Stücke von Doll im neuen Gewand dargeboten wurden, bekamen Pretty Boy Floyd einen Plattenvertrag bei MCA Records. Ein gemeinsamer Auftritt mit Ugly Kid Joe war der Anlass für die Benennung der zweiten Band, wobei beide Namen ein Gegenteils-Paar darstellen.

### Leather Boyz With Electric Toyz
Im Jahre 1989 brachten Pretty Boy Floyd ihr Debüt-Album „Leather Boyz with Electric Toyz“ raus, welches von Howard Benson produziert wurde. Das Album verkaufte sich laut der Band selbst über 750.000 mal auf der Welt und erreichte Platz 130 in den Billboard Charts. Darüber hinaus wurden zwei Songs von dem Album, nämlich „Rock N’ Roll (Set the Night on Fire)“ und „I Wanna Be with You“, als Video veröffentlicht, welche für einige Zeit auf MTV liefen. Zur gleichen Zeit veröffentlichte eine kanadische Band unter dem Namen Pretty Boy Floyd ebenfalls ein Album, doch diese änderte ihren Namen später. Einige Songs wurden auch für Film-Soundtracks verwendet. So befindet sich der Song „48 Hours“ auf dem Soundtrack zu Karate Kid III – Die letzte Entscheidung. Nach einigen Live-Auftritten wollte die Band ihr zweites Album „Tonight Belongs to the Young“ aufnehmen, wurde dann jedoch von der Plattenfirma fallen gelassen.

### Auflösung und Wiedervereinigung
Während der großen Grunge-Welle lösten sich Pretty Boy Floyd im Jahr 1991 vorübergehend auf. Im Jahre 1995 vereinigten sich Steve Summers und Kristy Majors wieder und produzierten mit Kari Kane, Gitarrist Keri Kelly und Ex-L.A. Guns-Bassist Keff Ratcliffe die E.P. „A Tale of Sex, Designer Drugs, and the Death of Rock N Roll“. Im Jahre 1998 folgte dann das Album „Porn Stars“, das neben Neuaufnahmen alter „Leather-Boyz-with-Electric-Toyz“-Stücke auch einige Songs des bis dahin nicht erschienenen Albums „Tonight Belongs to the Young“ enthielt.

### Size Really Does Matter
Nachdem Pretty Boy Floyd viele Live-Auftritte absolviert hatten und einige Compilations und Live-Alben veröffentlicht hatten, kam 2003 das nächste Studioalbum auf den Markt. Dieses wurde ohne Kristy Majors aufgenommen, welcher neben Steve Summers zu den einzigen verbleibenden Gründungsmitgliedern zählte. Kristy Majors wollte sich vorerst auf sein Soloprojekt konzentrieren. Daher wurde das Album bis auf Steve Summers von einer komplett neuen Band eingespielt. Das Album erhielt überwiegend sehr positive Kritiken, war kommerziell jedoch wenig erfolgreich.

### Heute
Im Jahre 2006 kehrte Kristy Majors zu Pretty Boy Floyd zurück. Live-Auftritte wurden gespielt und Kristy Majors kümmerte sich weiterhin um seine Solokarriere. 2009 gingen Pretty Boy Floyd anlässlich des 20-jährigen Jubiläums von „Leather Boyz With Electric Toyz“ auf Welttournee und erlangten so wieder mehr Bekanntheit. Ein Jahr später brachte die Band ein Tributealbum der Band Kiss heraus und tourte erneut um die Welt. Zwar konnten die neuen Veröffentlichungen kommerziell nicht an die früheren Jahre heranreichen, dennoch konnten sich Pretty Boy Floyd stets auf eine treue Fangemeinde verlassen. Mit Public Enemies erschien 2017 nach 14 Jahren wieder ein selbstkomponiertes Album.

## Diskografie

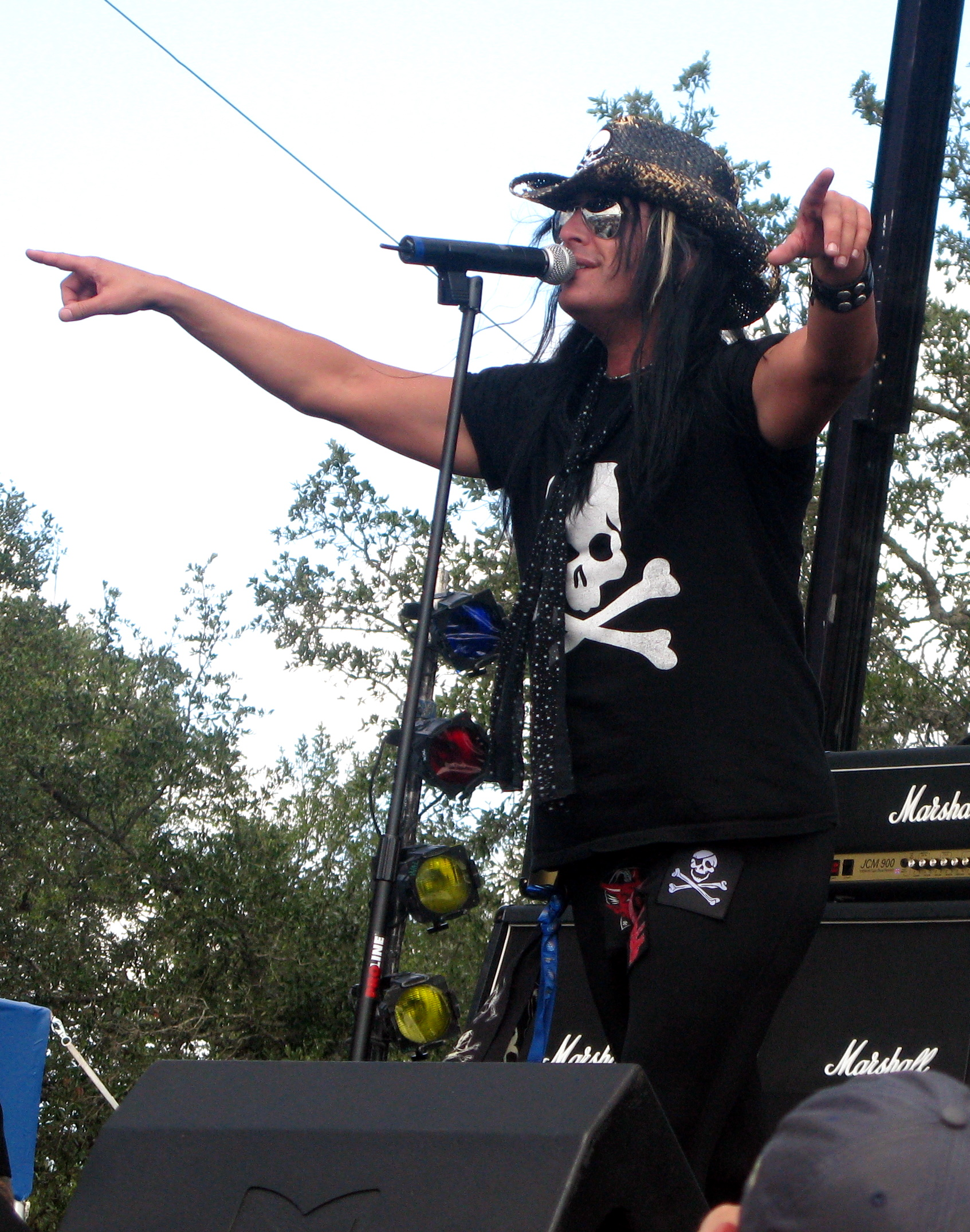
Pretty Boy Floyd, 2008

### Alben
- 1988: Bullet & Lipstik
- 1989: Leather Boyz with Electric Toyz
- 1998: Porn Stars
- 2003: Size Really Does Matter
- 2010: Kiss of Death (Kiss-Coveralbum)
- 2017: Public Enemies

### EPs
- 1997: Tonight Belongs to the Young
- 2007: Live Hard Live Fast

### Singles
- 1989: Rock N’ Roll (Set the Night on Fire)
- 1989: I Wanna Be with You
- 2008: Do You Wanna Touch

### Live und Kompilationen
- 1998: Live at the Roxy – Wake Up Bitch
- 2001: Live at the Pretty Ugly Club
- 2002: The Vault I (Demos)
- 2003: The Vault II (Demos)
- 2003: Tonight Belongs to the Young (Remastered Demos)
- 2004: Dirty Glam
- 2004: The Greatest Collection – The Ultimative Pretty Boy Floyd
- 2009: Glam as Fuck
- 2014: Live on the Sunset Strip